# آکادمی هنر جوتلند
آکادمی هنر جوتلند (به انگلیسی: Jutland Art Academy)؛ (به دانمارکی: Det Jyske Kunstakademi) (اختصاری DJK)، یک مؤسسۀ دولتی معتبر برای آموزش عالی در آرهوس دانمارک است که یک برنامۀ ۵ ساله در هنر معاصر ارائه می‌دهد. آکادمی دپارتمان ندارد و بر روی شیوه‌های مفهومی و کارهای ترارشته‌ای تمرکز دارد. این آکادمی حدود ۵۰ دانشجو دارد. این مدرسه در خیابان مایلگید در محلۀ لاتین آرهوس واقع شده‌ است.
دیگر آکادمی‌های هنری شناخته شده در دانمارک شامل آکادمی هنر سلطنتی دانمارک در کپنهاگ و آکادمی هنر فونن در اُدنسه است. مؤسسات دیگری نیز وجود دارند که از نام «آکادمی هنر» نیز استفاده می‌کنند، اما هیچ‌ یک از این مؤسسات دولتی به عنوان مؤسسات آموزش عالی به رسمیت شناخته نمی‌شوند.

## تاریخچه
دی‌جی‌کی در سال ۱۹۵۹ میلادی به عنوان یک نقش‌آفرین مستقل در محیط آموزش هنر دانمارک تأسیس شد. در سال ۱۹۶۴ میلادی آکادمی به مکان فعلی خود در ساختمان‌های مایلگید ۳۴–۳۲ نقل مکان کرد. در سال ۱۹۶۹ میلادی دی‌جی‌کی موفق به دریافت بودجۀ دولتی گردید و عملاً همۀ دانش‌آموزان دارای تابعیت دانمارکی را واجد شرایط دریافت کمک هزینۀ تحصیلی دولتی (اختصاری SU) (به دانمارکی: Statens Uddannelsesstøtte) کرد. در سال ۱۹۹۹ میلادی آکادمی تصمیم گرفت که تقسیم سنتی به دپارتمان‌های رسانه-محور (نقاشی، مجسمه‌سازی، گرافیک و غیره) را که مشخصۀ آکادمی هنر کلاسیک بود، متوقف کند و امروزه آکادمی تمام اشکال تدریس را به همه دانشجویان بدون در نظر گرفتن سال گروه ارائه می‌دهد.
ساختمان در مایلگید در سال ۲۰۰۶ میلادی بازسازی شد.

## اهداف آموزشی
هدف آکادمی هنر جوتلند آموزش و تحقیق در هنرهای تجسمی و در عین حال توسعۀ یک جامعۀ هنری و فکری مطالعاتی و خلاقیت است. برای آکادمی ضروری است که فعالیت‌های آن منعکس‌کنندۀ این واقعیت باشد که هنر تجسمی باید در گفتگوی تحقیقی با دنیای دائماً در حال تغییر با شرایط سیاسی، فنی و اقتصادی باشد که جامعۀ معاصر ما را شکل می‌دهد. دانش آموزان تشویق می‌شوند تا در هر رسانه‌ای (نقاشی، مجسمه‌سازی، گرافیک، پرفورمنس، رسانه‌های جدید و غیره) کار کنند.
شیوه‌های مختلف تدریس در مدرسه شامل کارگاه‌های موضوعی، گروه‌های مطالعه و سمینارها، سخنرانی‌ها، دوره‌های فنی و اشکال مختلف راهنمایی فردی است. این آموزش شامل آموزش کلاسیک نمی‌شود، بلکه بر روی موضوع و زمینۀ فردی تمرکز دارد. تمام سخنرانی‌ها در هر رشته برای همۀ دانشجویان در طول کل برنامه تحصیلی آزاد است. به همۀ دانش‌آموزان یک فضای استودیوی کوچک ارائه می‌شود.
آموزش توسط تیمی از هنرمندان فعال و مهم انجام می‌شود که همگی به‌طور فعال در سطح ملی و بین‌المللی کار می‌کنند. در طول تحصیل، ضروری است که دانش‌آموز برای انواع مختلفی از همکاری‌ها آماده باشد. زبان تدریس دانمارکی، در برخی موارد انگلیسی یا سایر زبان‌های اسکاندیناوی است.
این مطالعه شامل یک آموزش پایۀ ۳ ساله و یک آموزش تخصصی ۲ ساله است. پذیرش در آموزش و پرورش بر اساس ارزیابی آثار متقاضی و مصاحبۀ بین کمیتۀ پذیرش و متقاضی انجام می‌شود. هر سال ۱۲–۸ دانشجو پذیرش می‌شوند.

## سازمان
رئیس فعلی مدرسه، مورخ هنر و نمایشگاه‌گردان، یودیت شوارتزبارت، از مارس ۲۰۱۶ میلادی است. رئیس‌های پیشین، هنرمند تجسمی یسپر راسموسن (۲۰۰۷–۱۹۱۵ میلادی) و هنرمند تجسمی ییته هوی (۲۰۰۷–۱۹۹۶ میلادی) بودند.
آکادمی هنر جوتلند از وزارت فرهنگ دانمارک، شهرداری آرهوس و بنیادهای مختلف و حامیان خصوصی بودجه دریافت می‌کند. این مؤسسه یکی از مؤسسات عضو الیا (اختصاری ELIA) (لیگ اروپایی مؤسسات هنرها) و کونو (اختصاری KUNO) (همکاری بین مؤسسات هنر آموزش عالی در منطقۀ شمال اروپا-بالتیک) است.

## فارغ التحصیلان
از دانشجویان برجستۀ سابق آکادمی هنر جوتلند می‌توان به پوئل آنکر بک اشاره کرد.